# Meldrum House

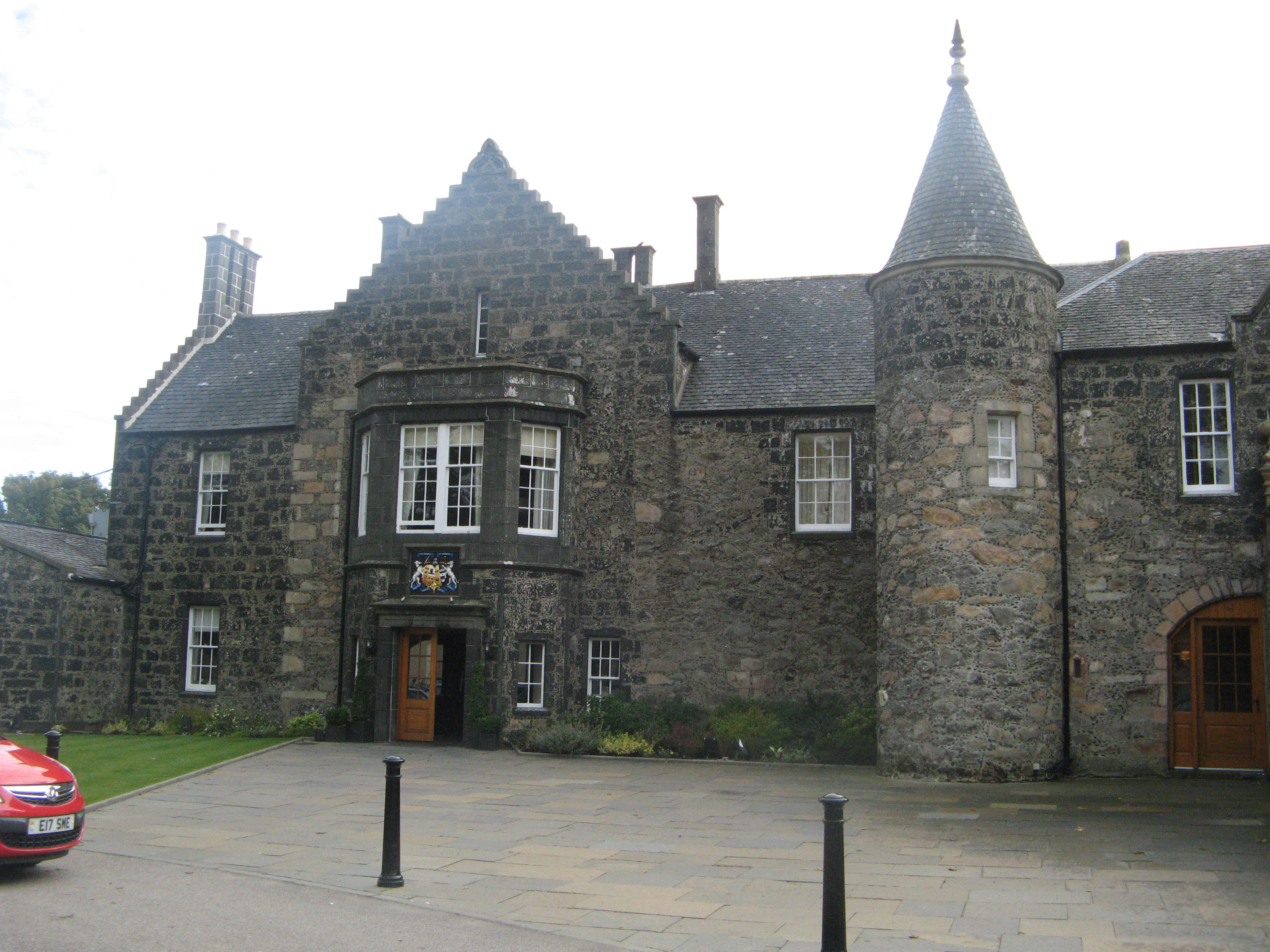
Meldrum House

Meldrum House ist ein ehemaliges Herrenhaus und heutiges Hotel in der schottischen Ortschaft Oldmeldrum in der Council Area Aberdeenshire. 1971 wurde das Bauwerk in die schottischen Denkmallisten in der Denkmalkategorie B aufgenommen. Ebenso sind zwei Gartenhäuser sowie das Südtor als Kategorie-B-Bauwerke klassifiziert. Die Südlodge ist hingegen als Kategorie-C-Bauwerk eingestuft. Einzig das Haupttor mit den Stallungen ist als Denkmal der höchsten Denkmalkategorie A geschützt.

## Geschichte
Im Jahre 1236 erhielt Philip de Phendarg das Lehen Meldrum. Sein gleichnamiger Sohn war vermutlich der erste, der Meldrum als Namensbestandteil führte. Durch Heirat mit William Seton ging das Anwesen im mittleren 15. Jahrhundert an den Clan Seton über. Seton fiel 1452 in der Schlacht von Brechin. Zu dieser Zeit befand sich am Standort zweifelsfrei ein Herrenhaus. Dieses wurde um 1625 erweitert. Mit dem Tod des letzten männlichen Erben der Familienlinie, ging Meldrum House an seine Tochter Elizabeth über, die mit John Urquhart of Craigfintray verheiratet war. Bis 1898 verblieb Meldrum in Besitz des Clans Urquhart. Das heutige Meldrum House entstand durch einen teilweisen Neubau zwischen 1836 und 1839. Als Architekt zeichnet Archibald Simpson für den Entwurf verantwortlich. Abermals durch Heirat gelangte Meldrum House in den Besitz der Duffs of Hatton. Später wurde es zu einem Hotel umgebaut.

## Beschreibung

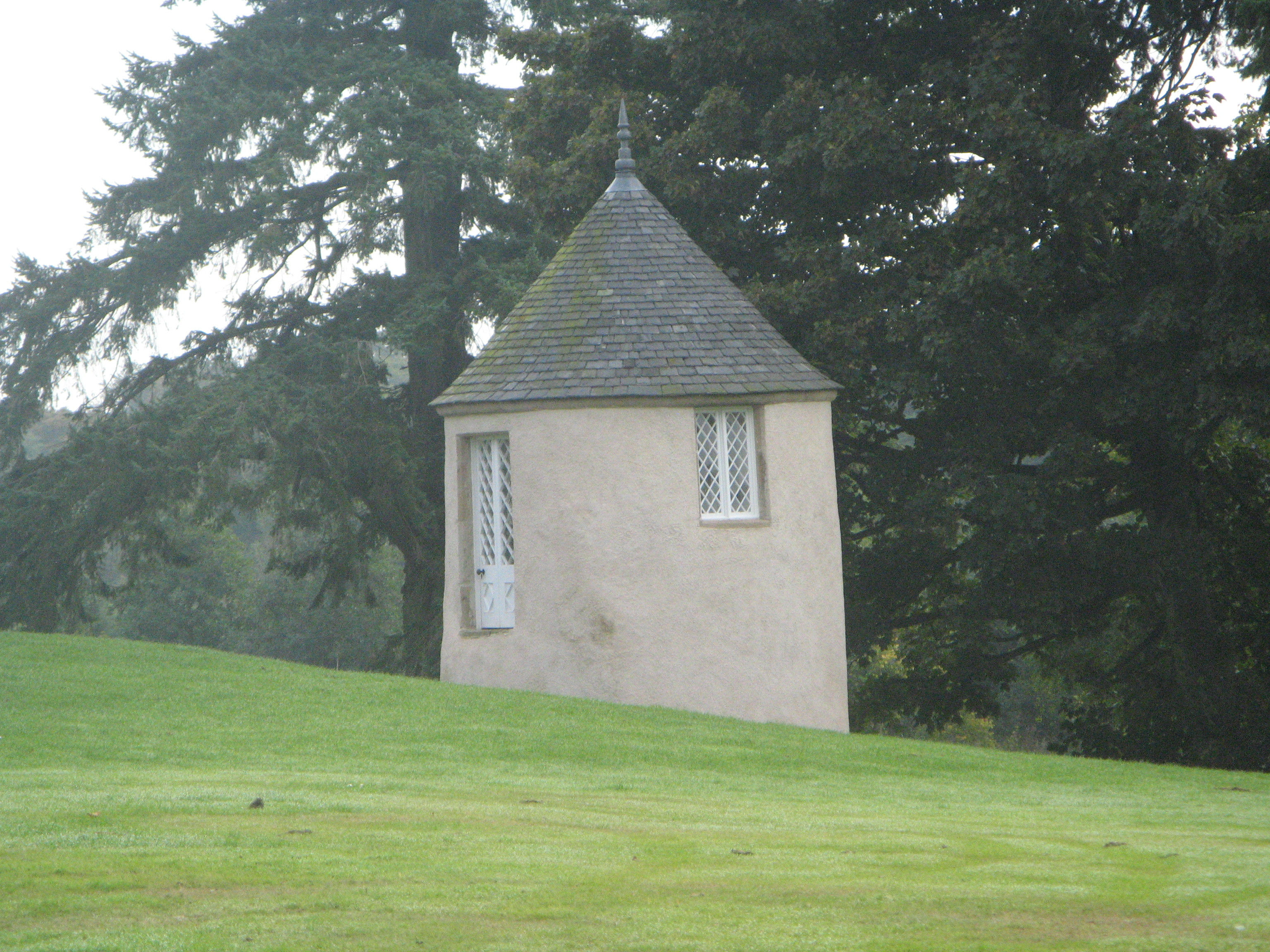
Eines der beiden Gartenhäuser

Das Herrenhaus steht inmitten eines weitläufigen Anwesens am Nordrand von Oldmeldrum. Das zwei- bis dreistöckige Herrenhaus mit den durch Simpson erhöhten Türmen ist im historisierenden jakobinischen Stil gestaltet. Während das ältere Mauerwerk aus Bruchstein besteht, ist das Mauerwerk aus dem 19. Jahrhundert aus Steinquadern aufgebaut.
Die Gartenhäuser befinden sich südöstlich des Herrenhauses. Die Rundbauten entstanden im Laufe des 17. Jahrhunderts. Ihre Fassaden sind mit Harl verputzt und ihre Kegeldächer sind mit Schiefer eingedeckt.

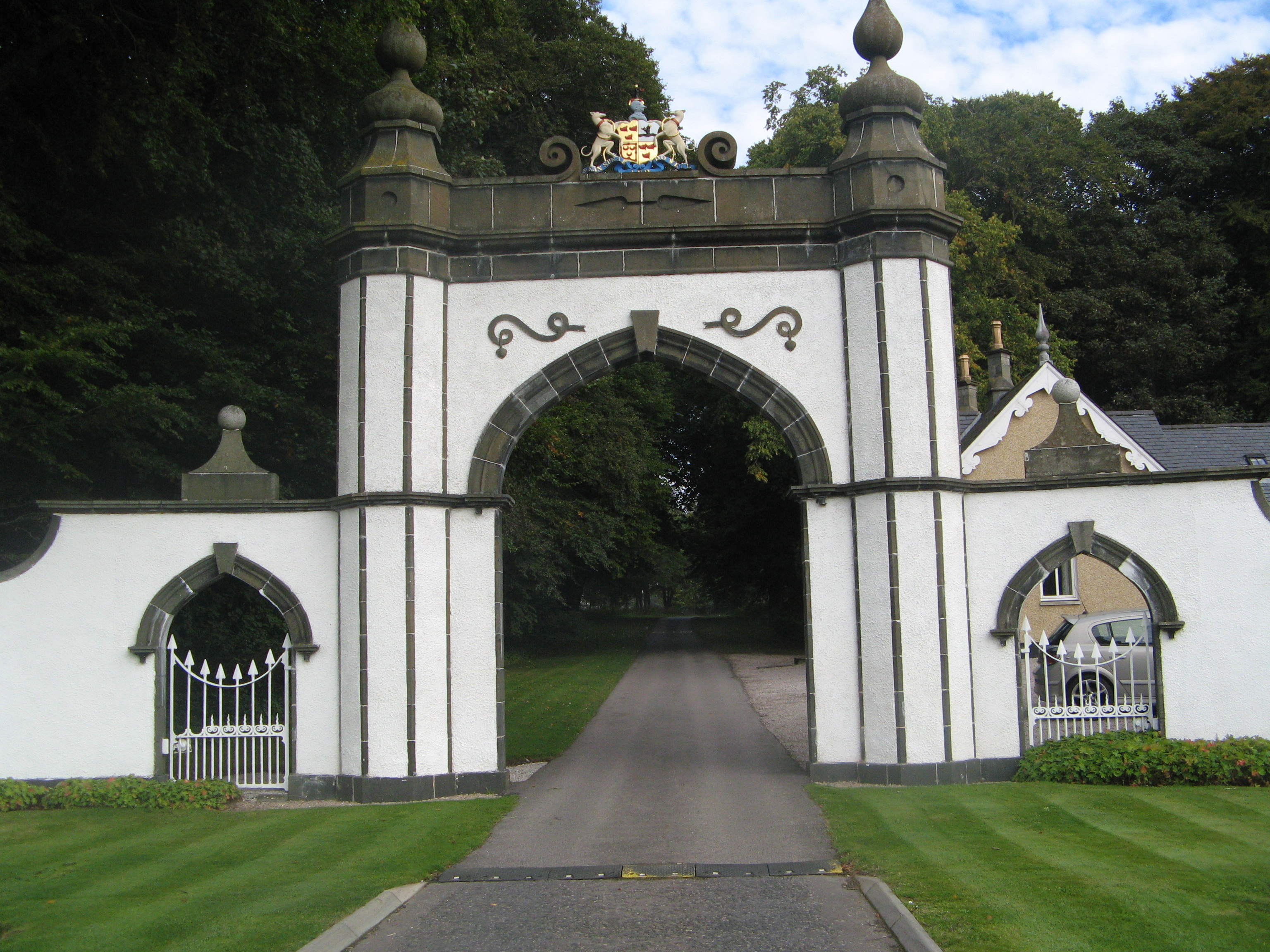
Südtor

Vermutlich entstand das Südtor im Jahre 1851. Das Harl-verputzte Bauwerk mit dunkel abgesetztem Granit vereint stilistische Merkmale des jakobinischen sowie des Tudorstils. Sein zentraler Bogen ist als Tudorbogen gearbeitet. Er ruht auf zwei oktogonalen Pfeilern. In die fortgeführte Blendmauer sind flankierend kleinere Tore für Fußgänger eingelassen. Jenseits des Tores steht die einstöckige tudorgotische Südlodge. Ihr Mauerwerk besteht aus dunklem Granit. Sie wurde zusammen mit dem nebenliegenden Südtor errichtet.

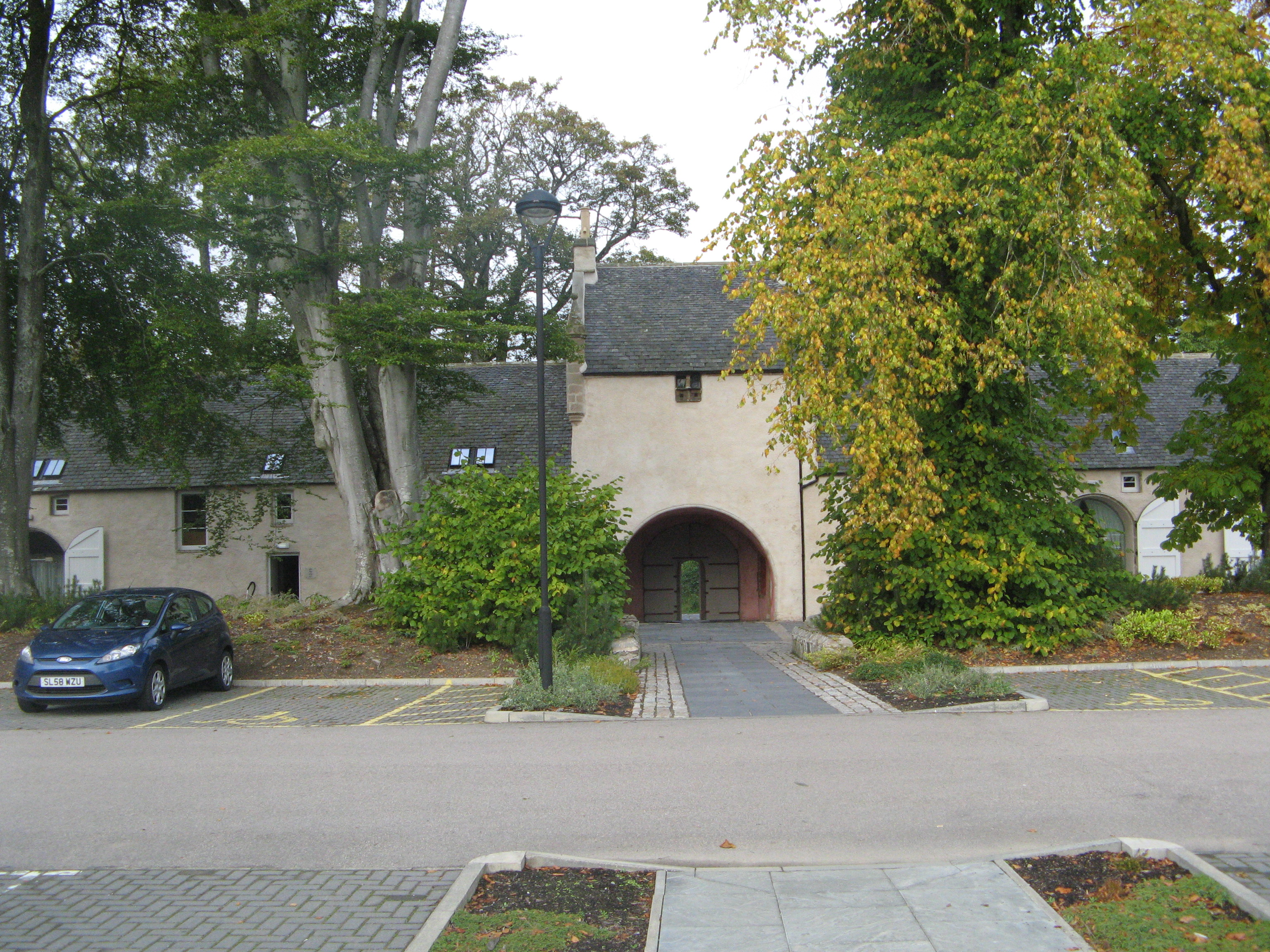
Das Haupttor mit den Stallungen

Das Haupttor mit den Stallungen liegt dem Herrenhaus gegenüber. Das U-förmige Gebäude wurde im Jahre 1628 errichtet und im späten 18. Jahrhundert überarbeitet.